# Limnoria sexcarinata
Limnoria sexcarinata is een pissebed uit de familie Limnoriidae. De wetenschappelijke naam van de soort is voor het eerst geldig gepubliceerd in 1975 door Kuhne.